# Pleistocene
Nella scala dei tempi geologici, il Pleistocene è la prima delle due epoche in cui è suddiviso il periodo Quaternario. È compreso tra 2,58 milioni di anni fa (Ma) e 11 700 anni fa, preceduto dal Pliocene, l'ultima epoca del precedente periodo del Neogene, e seguito dall'Olocene, l'epoca in cui viviamo.
Il Pleistocene inferiore e medio corrispondono al periodo del Paleolitico inferiore (Homo habilis e Homo erectus), mentre il Pleistocene superiore ai periodi del Paleolitico medio e superiore (Homo neanderthalensis, Homo sapiens).
Viene incluso fra due epoche: il Pliocene che lo precede e l'Olocene che lo segue. Il Pleistocene è la prima epoca del periodo Quaternario o la sesta epoca dell'era cenozoica. La fine del Pleistocene coincide con l'arretramento dell'ultimo ghiacciaio continentale, corrispondente alla fine dell'età paleolitica usata in archeologia.

## Etimologia
Il nome Pleistocene deriva dal greco πλεῖστος (pleistos = "il più") e καινός (kainos = "recente"), a indicare l'epoca più recente nella storia del nostro pianeta, in quanto originariamente questa era considerata l'ultima suddivisione. In seguito fu aggiunto l'Olocene, l'epoca in cui viviamo.

## Datazione
Il Pleistocene è stato datato da 2,58 milioni  a 11700 anni prima del presente (BP), con la data finale espressa in anni radiocarbonio di 10 000 anni carbonio-14 BP. Esso copre la maggior parte del periodo più tardo delle ripetute glaciazioni, fino a e incluso il raffreddamento del Dryas recente. La fine del Dryas recente è stata datata a circa 9640 a.C. (11 590 anni calendario BP).
La Commissione Internazionale di Stratigrafia (un gruppo della International Union of Geological Sciences) ha confermato il periodo di tempo per il Pleistocene, e ha ratificato nel 2018 la sezione tipo, Global Boundary Stratotype Section and Point (GSSP), per il limite Pleistocene/Olocene. La sezione proposta è la carota di ghiaccio estratta a 75° 10' N 42° 32' W  dalla North Greenland Ice Core Project.
Il Pleistocene copre il periodo recente delle ripetute glaciazioni. Il nome Plio-Pleistocene è stato usato in passato per significare l'ultima era glaciale. Il Quaternario fu successivamente ridefinito a partire da 2,58 milioni di anni per coerenza con i dati.

## Le glaciazioni alpine

### Modello riferibile al versante settentrionale delle Alpi
- Pleistocene inferiore

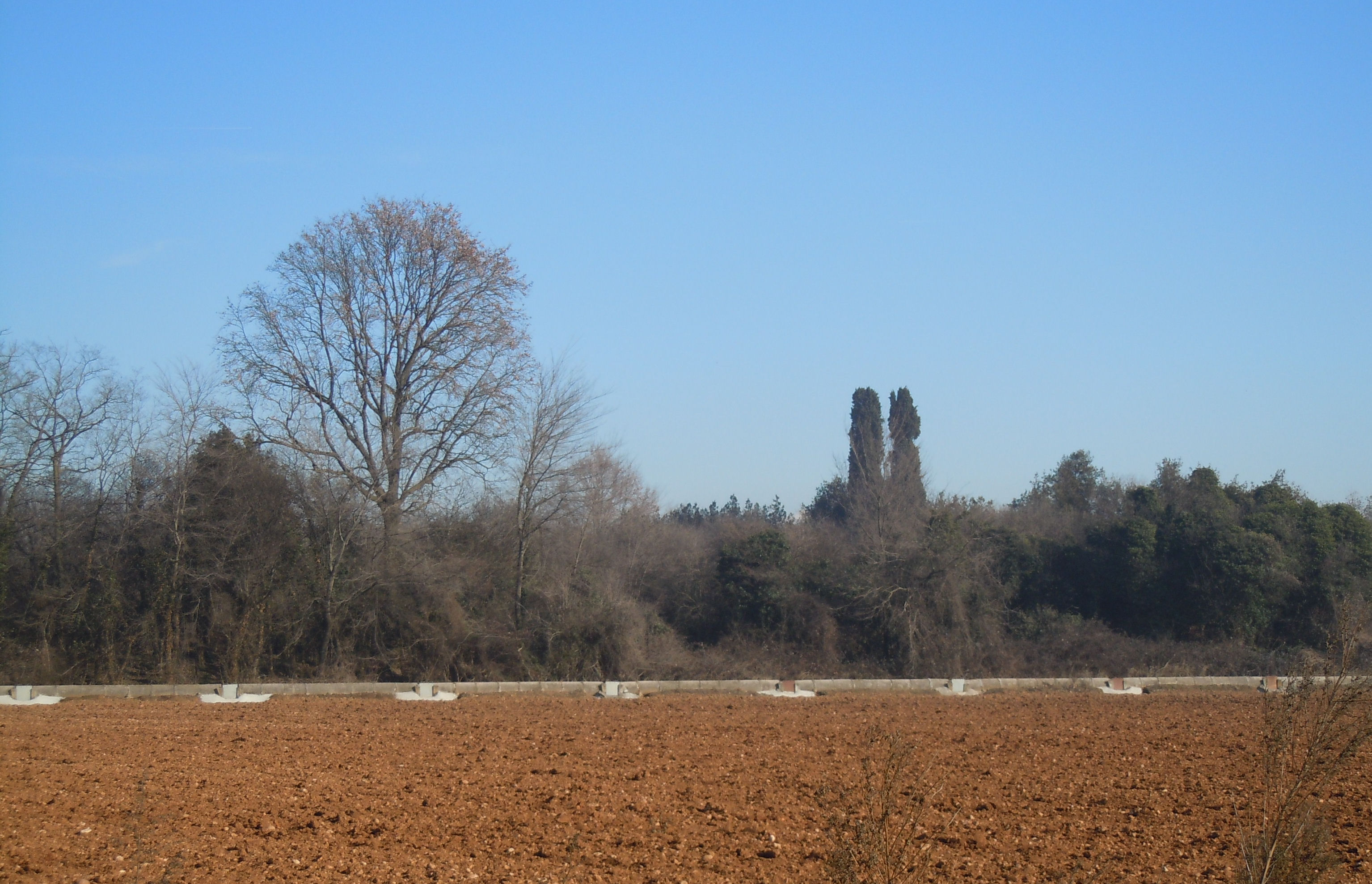
Monte Medolano, formatosi nel Pleistocene

  - interglaciazione Donau-Günz (1700000-1200000 anni fa)
  - glaciazione Günz (1200000-900000 anni fa)
- Pleistocene medio
  - interglaciazione Günz-Mindel (900000-455000 anni fa)
  - glaciazione Mindel (455000-300000 anni fa)
  - interglaciazione Mindel-Riss (300000-250000 anni fa)
  - glaciazione Riss (250000-130000 anni fa)
- Pleistocene superiore
  - interglaciazione Riss-Würm (130000-110000 anni fa)
  - glaciazione Würm (110000-11700 anni fa)

### Modello riferibile al versante meridionale delle Alpi
Per le glaciazioni del versante meridionale, dettagliate ricerche si sono sviluppate nell'ultima trentina d'anni, soppiantando completamente questo schema.
I risultati sono in corso di pubblicazione, nell'ambito dei progetti di Cartografia Geologica Nazionale, portati avanti dalle singole Regioni in stretta collaborazione con le Università.
Lo schema che appare chiaro per le Prealpi meridionali mostra una prima grande avanzata glaciale già nel Terziario, durante il Pliocene: segnalata in tutta l'area lombarda, è stata datata con sicurezza nel varesotto, dove i sedimenti glaciali sono ricoperti da sedimenti marini con faune a molluschi del Pliocene. Nel Pleistocene seguono:
- Pleistocene inferiore
  - un lungo periodo interglaciale corrispondente a tutta la durata del periodo
- Pleistocene medio
  - la ripresa delle avanzate glaciali, con presenza di un numero variabile di glaciazioni in ogni bacino idrografico considerato: mediamente sono comunque riconoscibili una dozzina di avanzate glaciali diverse. Tale numero è per difetto, poiché i sedimenti che testimonierebbero qualche avanzata glaciale meno estesa di quelle successive potrebbero essere stati sepolti o "spazzati" dalle avanzate più recenti.

## Paleogeografia e clima

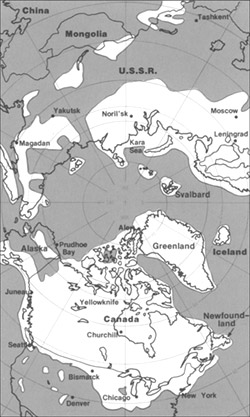
La massima estensione dei ghiacciai nella zona del polo nord durante il Pleistocene

Durante il Pleistocene i continenti attuali erano essenzialmente nelle loro attuali posizioni, e le placche sopra cui essi poggiavano probabilmente, fin dall'inizio del periodo, non si erano mosse per più di 100 km l'una rispetto all'altra.
Secondo Mark Lynas (attraverso i dati raccolti), il clima complessivo del Pleistocene potrebbe essere stato caratterizzato come un El Niño continuato con alisei nel sud Pacifico indeboliti o diretti a est, aria calda in aumento presso il Perù, acqua calda che si espandeva dal Pacifico occidentale e l'oceano Indiano verso il Pacifico orientale, e altri marcatori caratteristici di El Niño.

### Caratteristiche delle glaciazioni
Il clima del Pleistocene fu segnato da ripetuti cicli glaciali, con alcune zone dove i ghiacciai continentali si spingevano fino al 40º parallelo. Si è stimato che, durante l'estensione massima dei ghiacciai, il 30% della superficie della Terra fosse coperto dal ghiaccio. Inoltre, una zona di permafrost si estendeva verso sud dal margine della calotta glaciale, per poche centinaia di chilometri nel Nord America e molte centinaia di chilometri in Eurasia. La temperatura media annuale al margine del ghiacciaio era −6 °C; al bordo del permafrost, 0 °C.
Ogni avanzamento del ghiaccio immobilizzava un enorme volume di acqua nei ghiacciai continentali spessi 1500-3000 m, mentre contemporaneamente il livello del mare si abbassava di 100 m o più su tutta la superficie della Terra. Durante i periodi interglaciali, come pure attualmente, le sommersioni delle linee costiere erano usuali, mitigate dai movimenti isostatici o dall'emergere di alcune regioni.
Gli effetti delle glaciazioni furono globali. L'Antartico fu circondato da ghiacci per tutto il Pleistocene, come lo era stato nel precedente Pliocene. Le Ande erano coperte a sud dalla calotta glaciale della Patagonia. C'erano ghiacciai in Nuova Zelanda e Tasmania. Gli attuali ghiacciai in fase di riduzione del monte Kenya, del Kilimanjaro e della catena del Ruwenzori nell'Africa orientale e centrale erano più estesi. Esistevano ghiacciai nelle montagne dell'Etiopia e a ovest della catena montuosa dell'Atlante.
Nell'emisfero settentrionale, molti ghiacciai si fusero assieme. Il Ghiacciaio della Cordillera copriva il Nord America nord-occidentale; a est le terre venivano coperte dall'immenso Laurentide. Il ghiacciaio continentale finno-scandinavo si estendeva nel Nord Europa, e copriva la Gran Bretagna; i ghiacciai alpini ricoprivano le intere Alpi. Sparse calotte (domes) si estendevano attraverso la Siberia e la piattaforma artica. I mari settentrionali erano ghiacciati.
A sud dei ghiacciai continentali, si accumulavano grandi laghi poiché gli sbocchi erano bloccati e l'aria più fredda rallentava l'evaporazione. Il centro-nord del Nord America era totalmente coperto dal lago Agassiz. Oltre 100 bacini, adesso prosciugati o quasi, erano traboccanti nell'ovest americano. Il lago Bonneville, per esempio, era situato dove adesso c'è il Grande Lago Salato. In Eurasia, grandi laghi venivano a svilupparsi dal deflusso dei ghiacciai. I fiumi erano più grandi, con una portata più abbondante e si intersecavano frequentemente. I laghi africani erano più pieni, favoriti dalla diminuita evaporazione.
I deserti d'altra parte erano più aridi e più estesi. Le precipitazioni piovose erano più scarse a causa del diminuito apporto dell'evaporazione sia oceanica sia dalle acque interne.

### Eventi maggiori

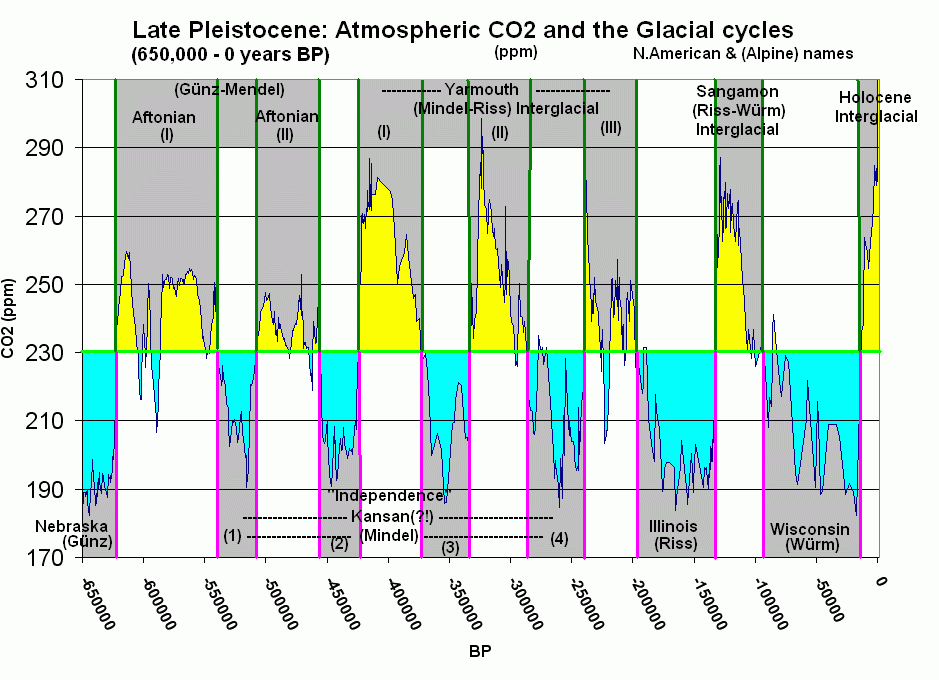
Le ere glaciali come riflesse nella CO_{2} dell'atmosfera, immagazzinata in bolle nei ghiacciai dell'Antartide

Sono stati identificati undici eventi glaciali maggiori, assieme a molti altri minori. Un evento maggiore è un'escursione generale glaciale, definita propriamente "glaciale" e separata dagli "interglaciali". Durante un glaciale, il ghiacciaio è soggetto a ridotte escursioni sia in avanzamento sia in arretramento. L'escursione minore è una "stadiale", confinata tra periodi "interstadiali".
Questi eventi sono definiti in modo differente nelle diverse regioni della glaciazione, le quali hanno la loro propria storia glaciale in funzione della latitudine, terreno e clima, anche se c'è una generale corrispondenza fra glaciali in diverse regioni. Gli investigatori spesso scambiano i nomi se la geologia glaciale di una regione è in fase ancora di definizione. Tuttavia, generalmente non è corretto applicare il nome del glaciale di una regione a un'altra.
Per la maggior parte del XX secolo solo poche regioni erano state studiate e i nomi erano relativamente pochi. I geologi di diverse nazioni hanno molto più interesse verso la glaciologia del Pleistocene. Di conseguenza, il numero dei nomi si sta espandendo rapidamente e continuerà a espandersi.
Le glaciali nella seguente tabella sono una semplificazione di un ciclo più complesso di variazione nel clima e nel terreno. Molti degli avanzamenti e stadiali restano senza nome. Anche le prove terrestri per alcune di loro sono state cancellate od oscurate da eventi più grandi, ma ne rimane l'evidenza dallo studio dei mutamenti climatici ciclici.
| Regione           | Glaciale 1  | Glaciale 2 | Glaciale 3  | Glaciale 4   |
| ----------------- | ----------- | ---------- | ----------- | ------------ |
| Alpi              | Günz        | Mindel     | Riss        | Würm         |
| Nord Europa       | Eburoniana  | Elsteriana | Saaliana    | Weichseliana |
| Isole Britanniche | Beestoniana | Angliana   | Wolstoniana | Devensiana   |
| Midwest U.S.A.    | Nebraskana  | Kansana    | Illinoiana  | Wisconsinana |
| Regione           | Interglaciale 1 | Interglaciale 2 | Interglaciale 3 |
| ----------------- | --------------- | --------------- | --------------- |
| Alpi              | Günz-Mindel     | Mindel-Riss     | Riss-Würm       |
| Nord Europa       | Cromeriana      | Holsteiniano    | Eemiana         |
| Isole Britanniche | Cromeriana      | Hoxniana        | Ipswichiana     |
| Midwest U.S.      | Aftoniana       | Yarmouthiana    | Sangamoniana    |
Corrispondenti ai termini glaciale e interglaciale, sono in uso i termini pluviale e interpluviale (dal latino: pluvia, pioggia). Una pluviale è una fase o periodo più caldo con incremento di precipitazioni piovose, contrariamente a una interpluviale che corrisponde a una diminuzione della piovosità. Precedentemente si pensava che una pluviale corrispondesse a una glaciale in regioni non ghiacciate, e in alcuni casi era così.
Tuttavia, non c'è nessuna sistematica corrispondenza tra pluviali e glaciali. Per di più, le pluviali regionali non corrispondono globalmente a quelle di ogni altra zona. Per esempio, alcuni hanno usato il termine "pluviale Riss" in contesti egiziani. Ogni coincidenza è dovuta a fattori regionali accidentali e i nomi per alcune pluviali sono stati già definiti per alcune regioni.

### Paleocicli
L'insieme dei fattori transienti agenti sulla superficie della Terra (clima, correnti oceaniche e altri movimenti, correnti d'aria, temperatura, ecc.) ha un andamento ciclico. La conformazione della forma d'onda dipende dai movimenti ciclici sottostanti del pianeta, i quali alla fine trascinano tutti i transienti in armonia con loro. Le glaciazioni ripetute del Pleistocene erano causate dagli stessi fattori.

#### Cicli di Milanković
La glaciazione nel Pleistocene fu una serie di glaciali e interglaciali, stadiali e interstadiali, rispecchiante i cambiamenti periodici climatici. Si ritiene che il principale fattore attivo nella ciclicità del clima siano i cicli di Milanković. Questi sono variazioni periodiche nella radiazione solare regionale, causate dalla somma dei molti cambiamenti che si ripetono nei movimenti della Terra.
I cicli di Milanković non possono essere il solo fattore poiché essi non spiegano l'inizio e la fine dell'era glaciale del Pleistocene, o il ripetersi delle ere glaciali. Essi sembrano funzionare meglio dentro il Pleistocene, predicendo una glaciazione una volta ogni 100 000 anni.

#### Isotopi dell'ossigeno
Nell'analisi degli isotopi dell'ossigeno, le variazioni nel rapporto tra 18O e 16O (due isotopi dell'ossigeno) in base alla massa (misurata da uno spettrometro di massa), presenti nella calcite di campioni di carote oceaniche, vengono usate come diagnostica di arcaici mutamenti di temperatura oceanica e dunque di cambiamenti climatici. Gli oceani freddi sono più ricchi in 18O, che si trova nelle conchiglie dei microorganismi (come i foraminiferi) che hanno contribuito alla formazione della calcite.
Una versione del processo di campionamento fa uso della moderna tecnica di carotaggio del ghiaccio. Sebbene meno ricca in 18O rispetto all'acqua del mare, la neve che cadeva sui ghiacciai anno dopo anno, tuttavia conteneva 18O e 16O in un rapporto che dipendeva dalla temperatura media annuale.
Temperatura e mutamento climatico mostrano un andamento ciclico se vengono riportati su un grafico dei valori di temperatura in funzione del tempo. Le coordinate della temperatura sono date nella forma di una deviazione rispetto all'attuale temperatura media annuale, considerata come zero. Questo tipo di grafico è basato su un altro rapporto degli isotopi in funzione del tempo. I rapporti sono convertiti in differenza in percentuale (d) rispetto al rapporto trovato nell'"acqua media standard dell'oceano" (standard mean ocean water, SMOW).
Il grafico in entrambi i casi appare assumere la forma di un'onda con ipertoni. Ogni semiperiodo è uno stadio dell'isotopo marino (marine isotopic stage, MIS). Esso indica un glaciale (al di sotto dello zero) o un interglaciale (al di sopra dello zero). Gli ipertoni sono stadiali o interstadiali.
Secondo questa rappresentazione, la Terra passò attraverso 102 stadi MIS iniziatisi circa 2,5 milioni di anni fa nel Pleistocene inferiore (Gelasiano), i cui stadi erano di piccolo spessore e frequenti; l'ultimo stadio fu il più intenso e di maggior durata.
Per convenzione, gli stadi sono numerati dall'Olocene, che è il MIS1. I glaciali hanno una numerazione pari; gli interglaciali dispari. Il primo glaciale maggiore fu il MIS2-4, avvenuto all'incirca tra 85 000 e 11 000 anni fa. I più grandi glaciali furono 2, 6, 12 e 16; gli interglaciali più caldi 1, 5, 9 e 11. Per associare i numeri MIS agli stadi citati, vedi sotto gli articoli per questi nomi.

## Fauna
Sia la fauna marina sia quella continentale erano essenzialmente quella attuale, con l'eccezione della megafauna (v. c.d. "Megafauna del Pleistocene"), molto più ricca nel Pleistocene.
|  |  |

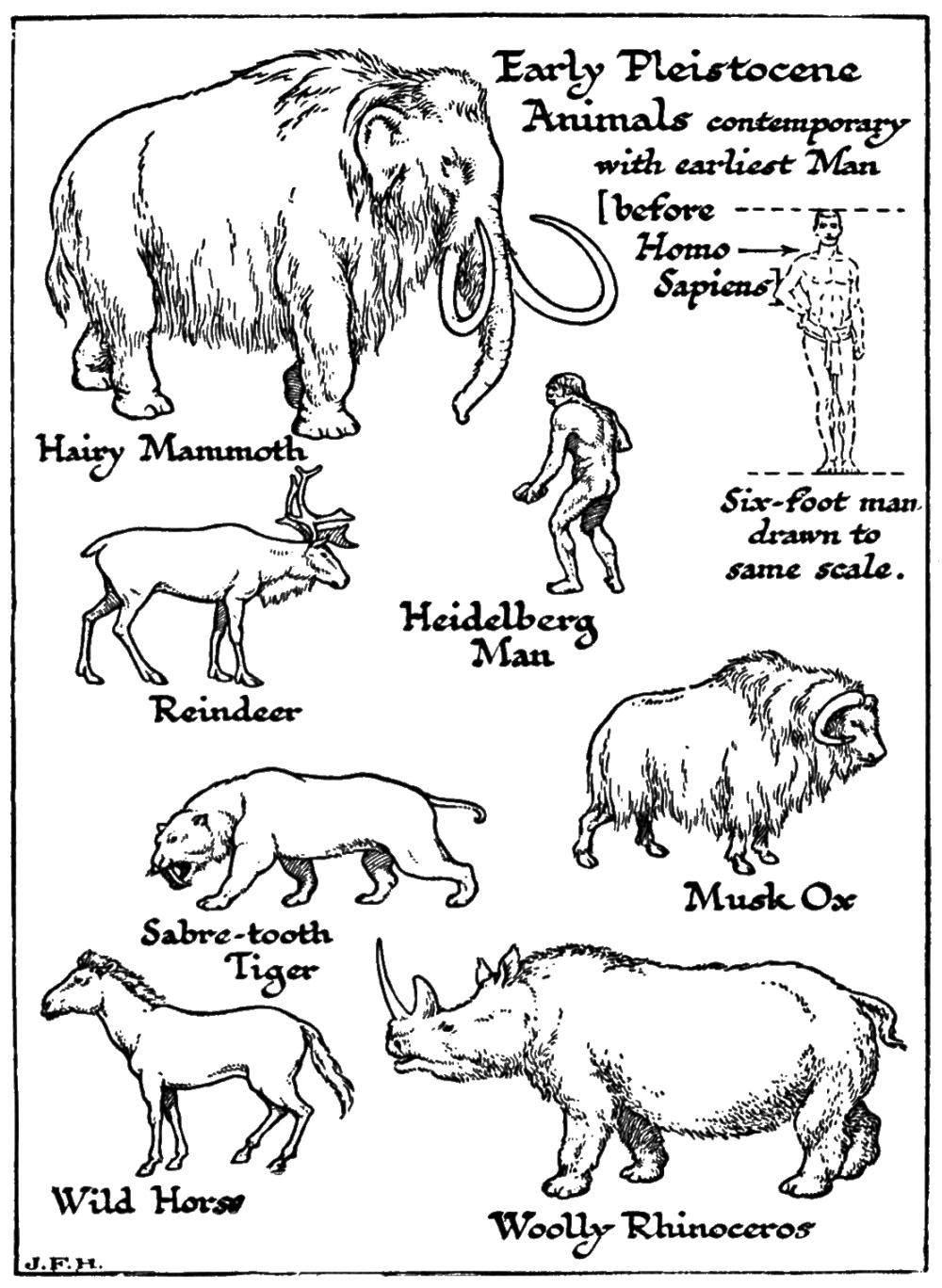
Fauna del Pleistocene inferiore

I grandi mutamenti climatici durante l'era glaciale ebbero un impatto importante sulla fauna e sulla flora. A ogni avanzamento del ghiaccio, vaste aree continentali divennero totalmente spopolate, e le piante e gli animali che arretravano verso sud di fronte all'avanzamento del ghiacciaio affrontarono uno stress tremendo, dovuto in maggior parte ai drastici mutamenti climatici, ai ridotti spazi vitali e alla scarsità di approvvigionamento alimentare.
Accadde un evento di vasta portata, iniziato nel tardo Pleistocene e continuato nell'Olocene, l'estinzione dei grandi mammiferi (megafauna), in special modo i mammut, i mastodonti, le tigri dai denti a sciabola, i glyptodon, i bradipi terrestri e gli orsi dalla faccia corta. Anche i Neanderthaliani iniziarono a estinguersi durante questo periodo. Alla fine dell'ultima era glaciale, gli animali a sangue freddo, i mammiferi più piccoli come il topo selvatico, gli uccelli migratori e gli animali più veloci come il cervo dalla coda bianca vennero a rimpiazzare la megafauna migrando verso nord.
Le estinzioni furono molto severe in Nord America dove i cavalli nativi e i cammelli sparirono completamente.
L'estinzione della megafauna occorse secondo una cronologia che porta a ritenere non derivi da cause climatiche, macroclimatiche o di mutamento globale, ma probabilmente (teoria dell'overkill di Paul S. Martin) dalla progressiva migrazione di superpredatori del genere Homo, e in particolare della nostra specie, capace di modificare l'ambiente e con eccezionali capacità di caccia (trappole, strategie, uso del fuoco...).
In particolare le megafaune africane furono le prime a subire una prima riduzione 1,7 milioni d'anni fa, contemporaneamente alla comparsa dei primi Homo, con la scomparsa della maggior parte delle tartarughe giganti, poi 1,4 le specie di proboscidati africani passarono da 9 a 2, e simile destino conobbero molti altri animali di grossa taglia (l'ippopotamo Hexaprotodon, oltre all'enigmatico Ancylotherium)  e predatori (la iena gigante Pachycrocuta, tutti i machairodonti) mentre fino a 900 000 anni fa proseguì la riduzione della biodiversità della megafauna, con l'estinzione degli ultimi australopitecini sostituiti dagli Homo.
Altri due livelli di estinzione di megafauna africana si conoscono attorno a 500 000 anni fa e verso i 12 000.
In Asia meridionale e in Europa il primo ciclo di estinzioni di megafaune si verificò attorno a 1,4 milioni d'anni fa, con un modello simile a quello verificatosi in Africa (e cominciato anche qui con le tartarughe giganti). Una seconda ondata di estinzioni colpi l'Asia meridionale circa 60 000 anni fa, poco dopo che l'uomo anatomicamente moderno l'aveva raggiunta, con una terza e ultima ondata attorno a 12 000 anni fa, soprattutto nella parte settentrionale del continente.
Circa 50 000 anni fa, poco dopo la comparsa dell'Homo sapiens in Australia si verificò anche lì l'estinzione di massa, in seguito la nostra specie raggiungerà l'Europa (in cui la megafauna era già declinante per la presenza di altri ominini) e l'America (circa 11 000 anni fa) determinando in quest'ultimo caso un'estinzione particolarmente repentina.
Infine, quando l'umanità raggiunse il Madagascar, la Nuova Zelanda e gli altri grandi arcipelaghi, determinando l'estinzione della megafauna nel giro di poche centinaia di anni.

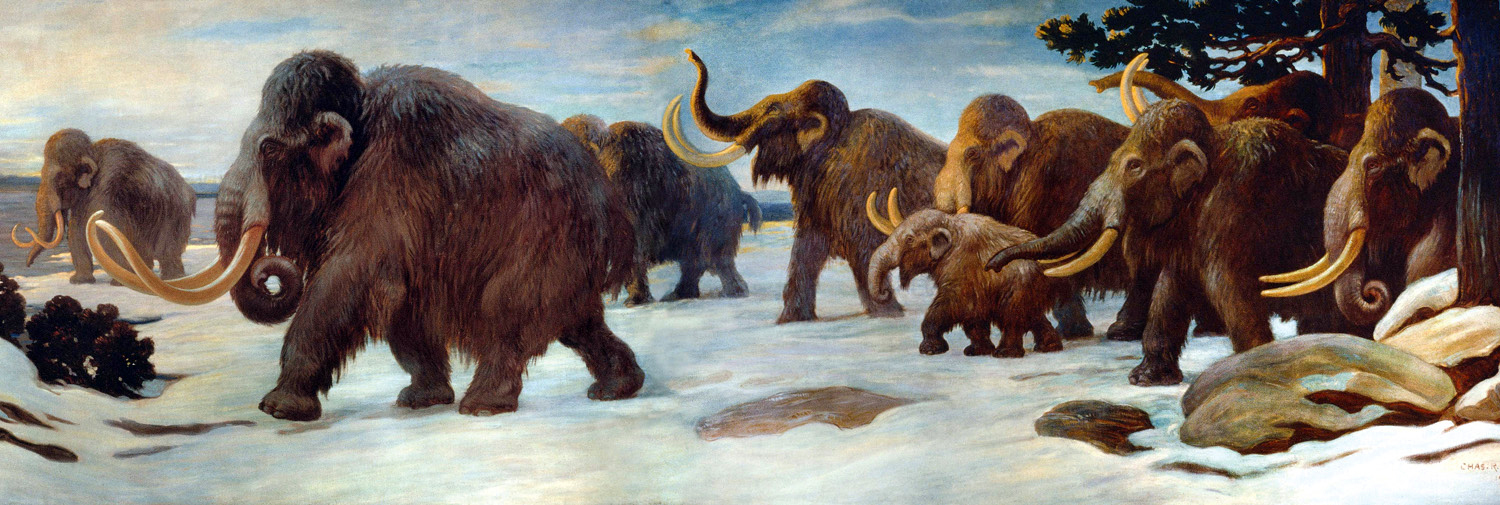
Mammuthus primigenius
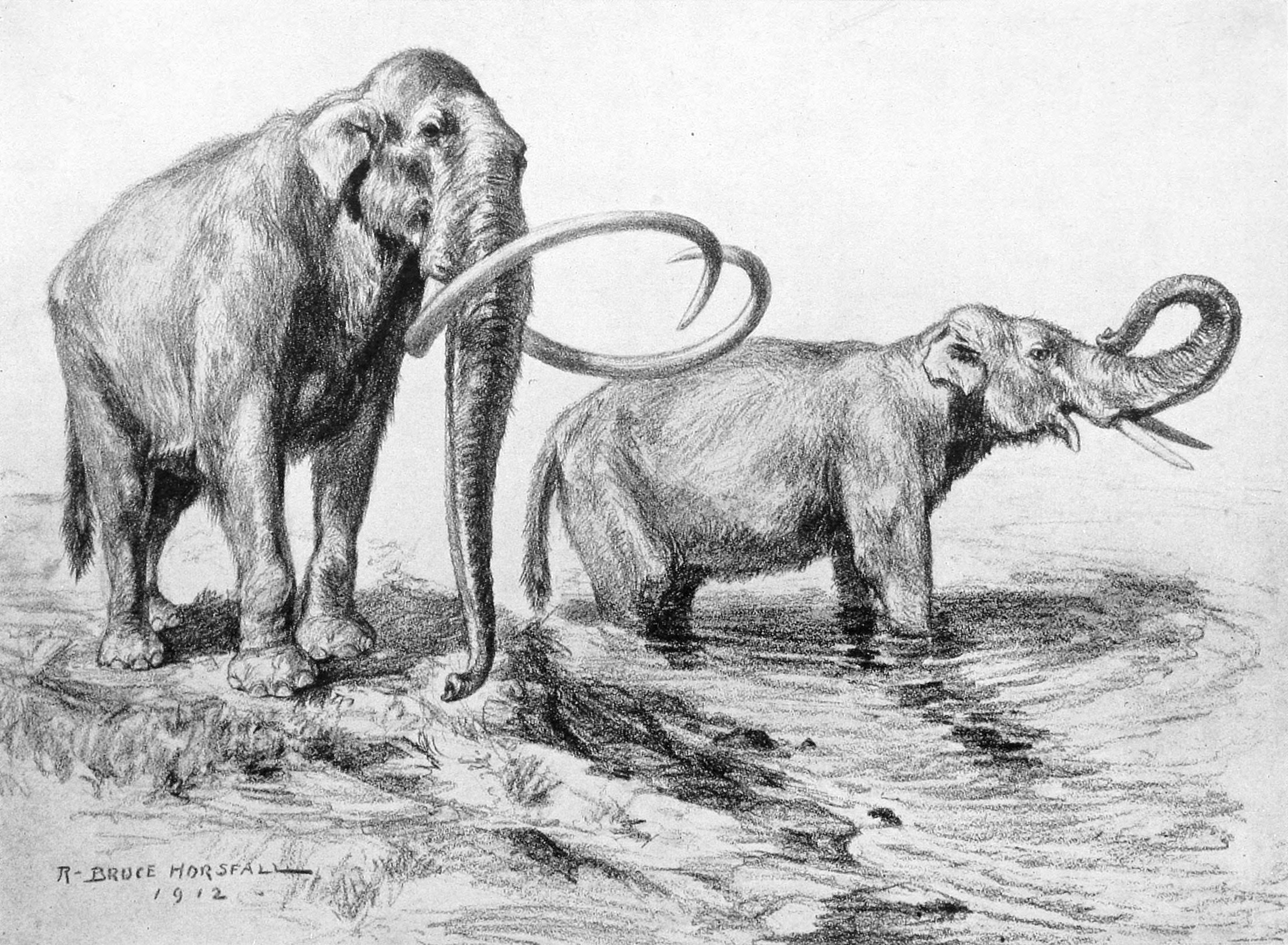
Mammuthus columbi
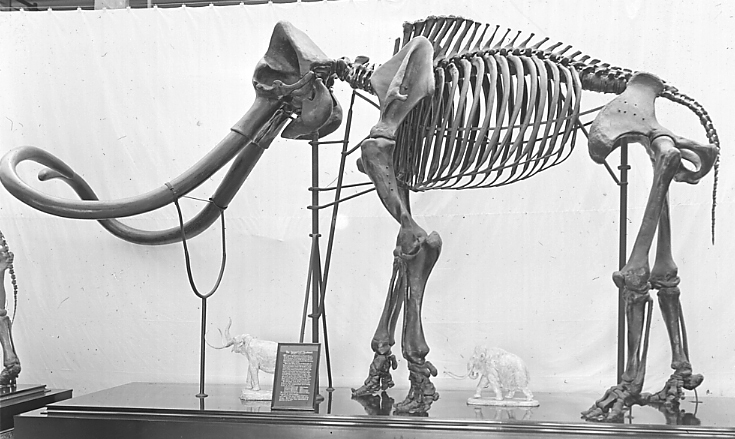
Mammuthus imperator
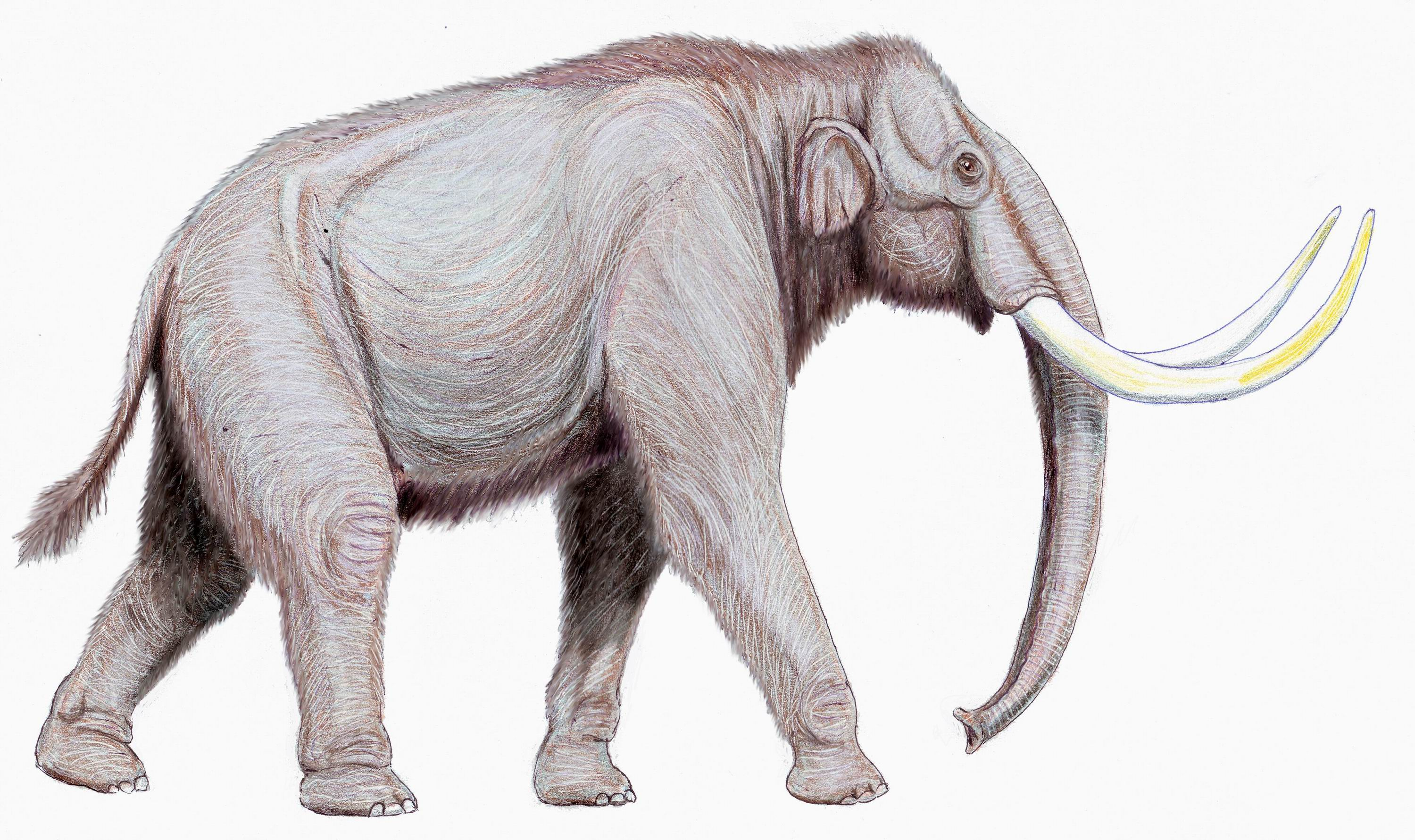
Mammuthus trogontherii
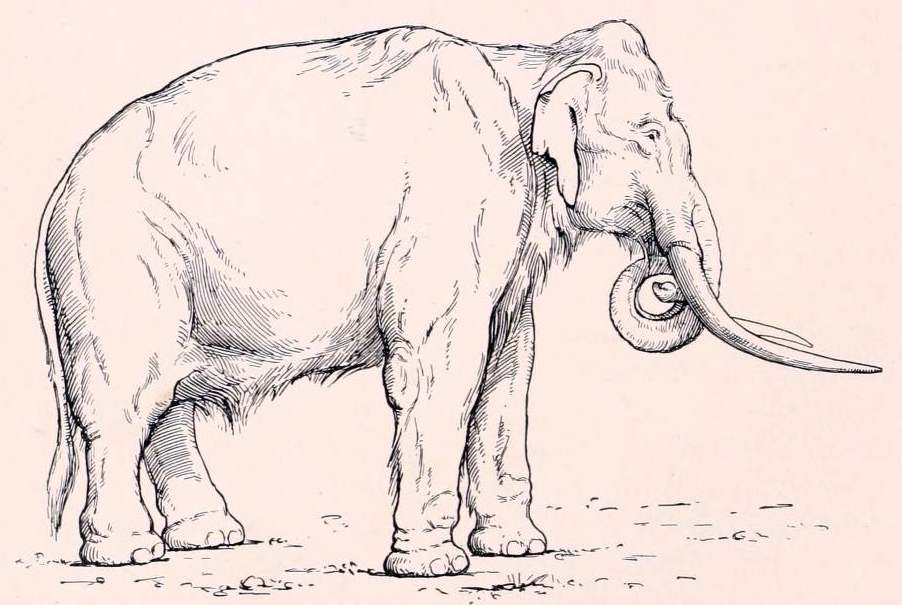
Mammuthus meridionalis
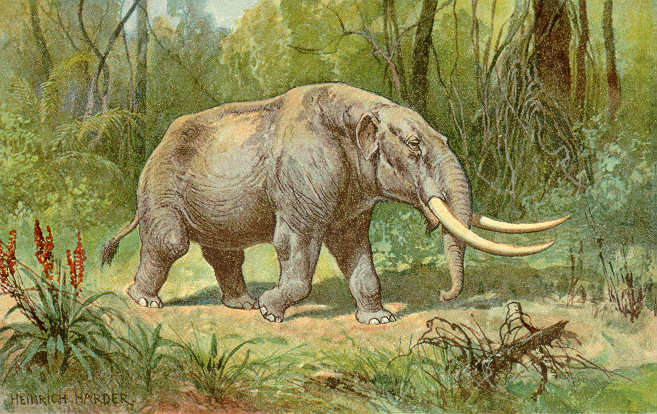
Mastodonte
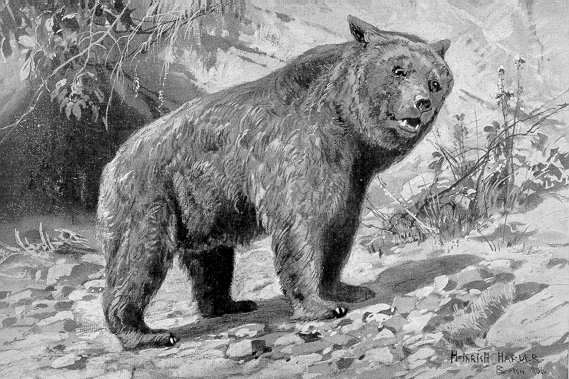
Orso delle caverne
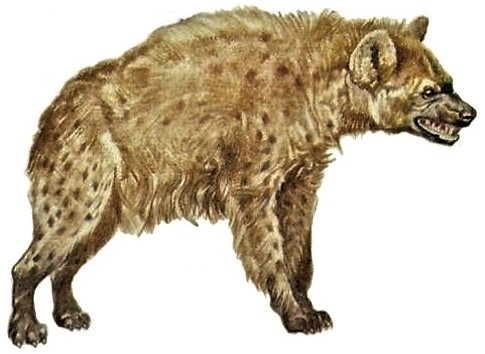
Crocuta crocuta spelaea
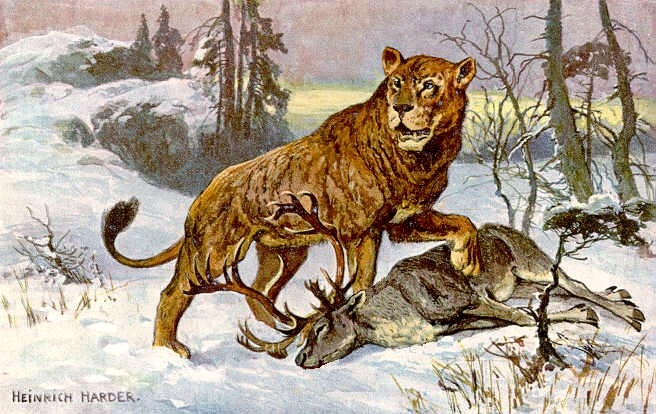
Leone delle caverne
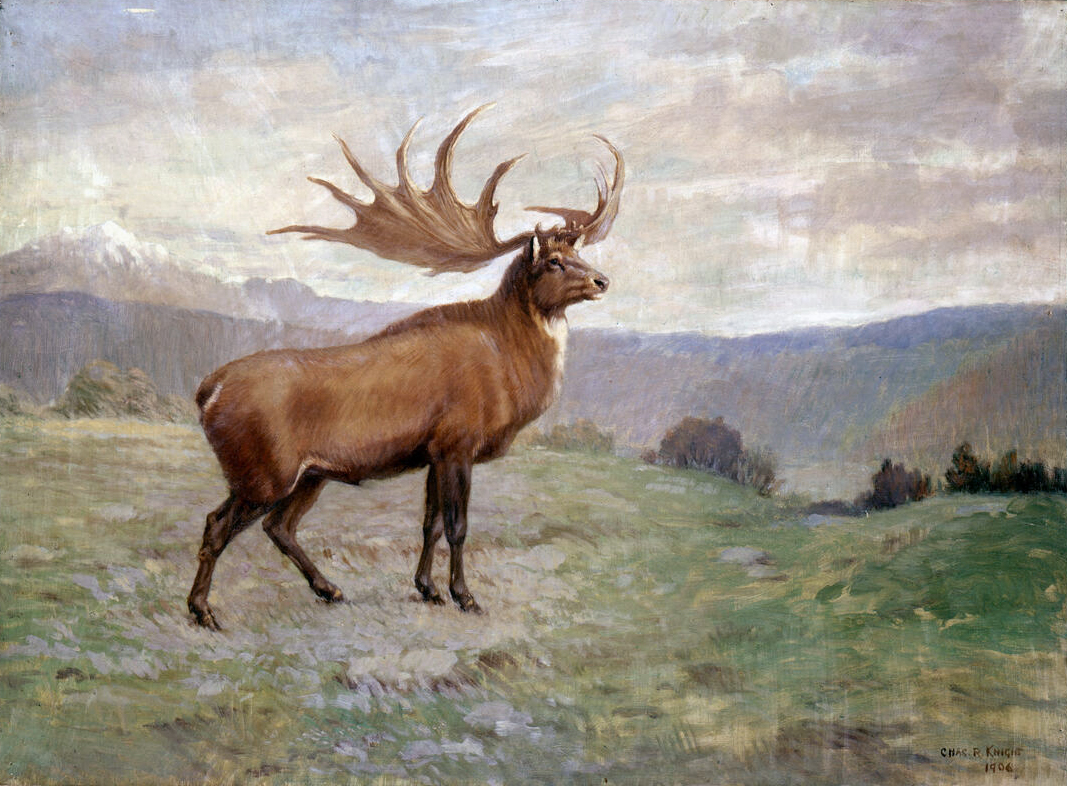
Megacero
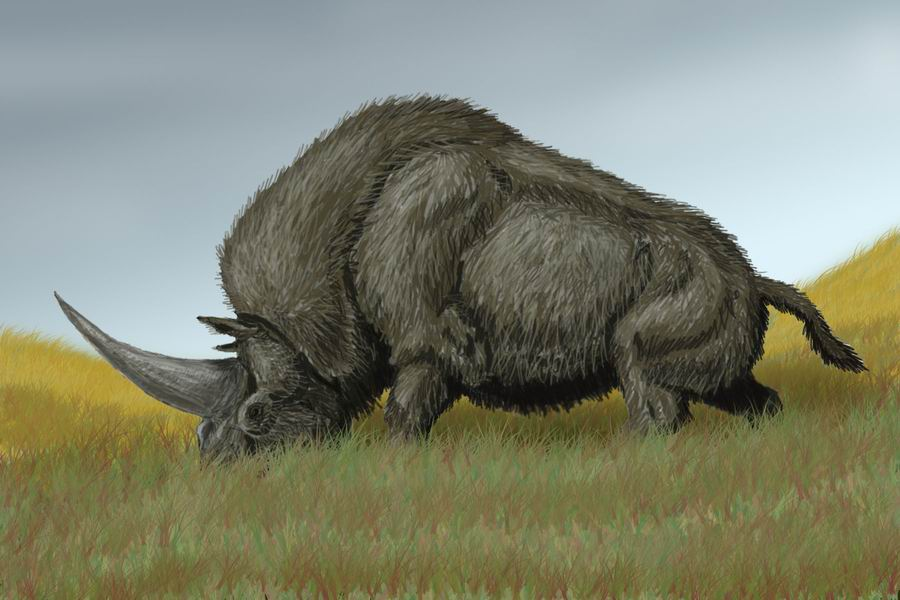
Elasmotherium
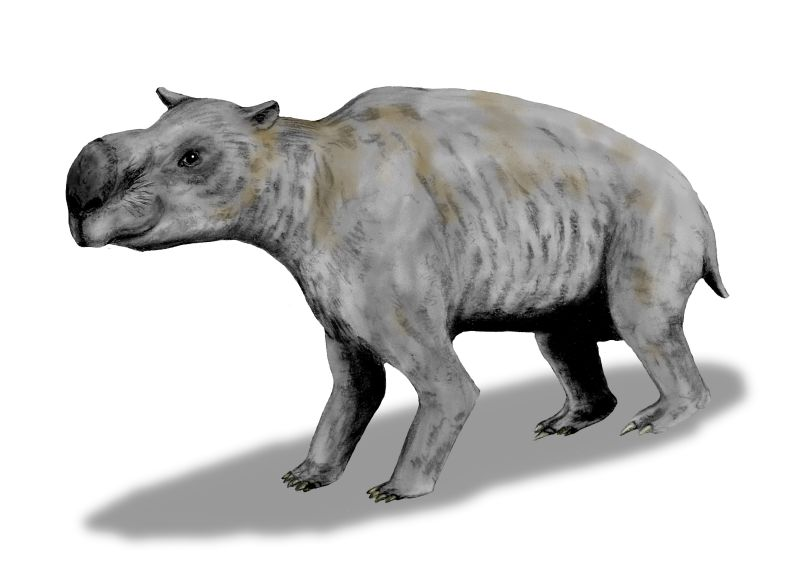
Diprotodon
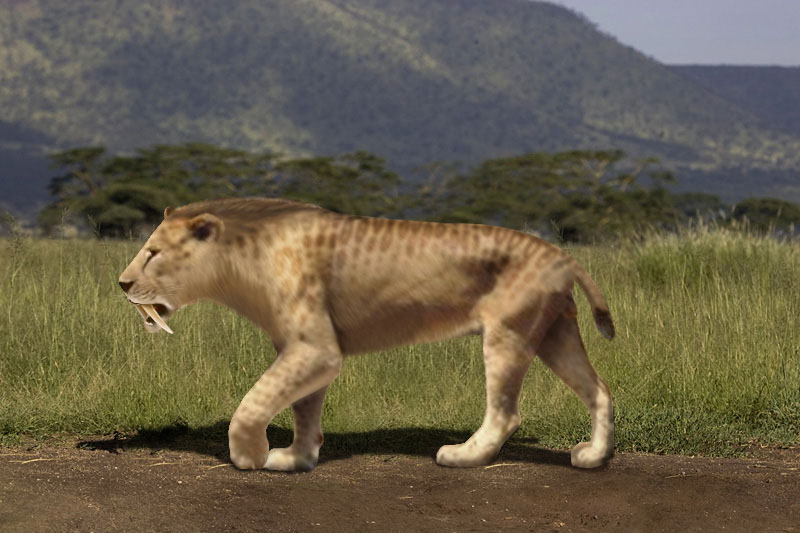
Smilodon
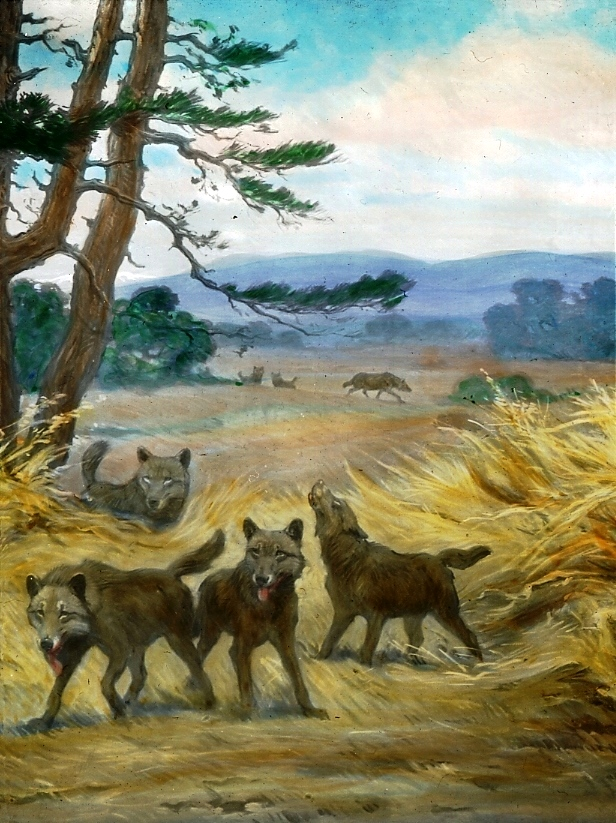
Canis dirus
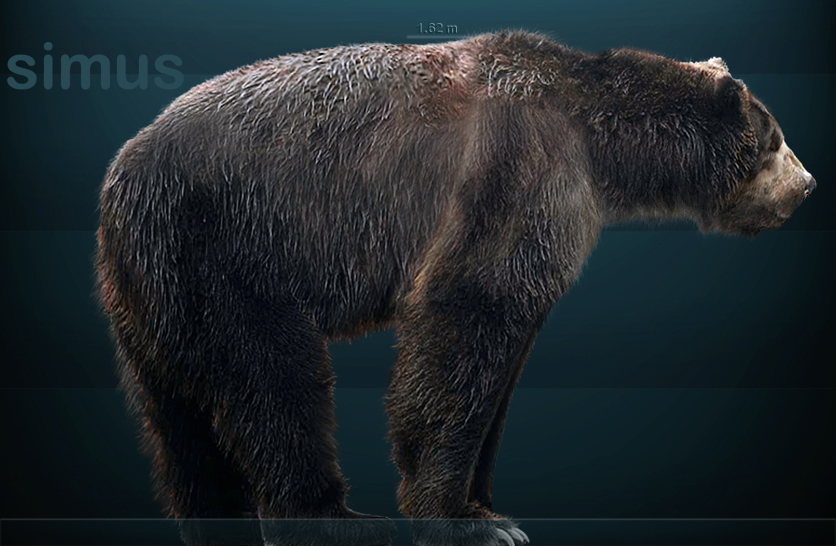
Arctodus simus
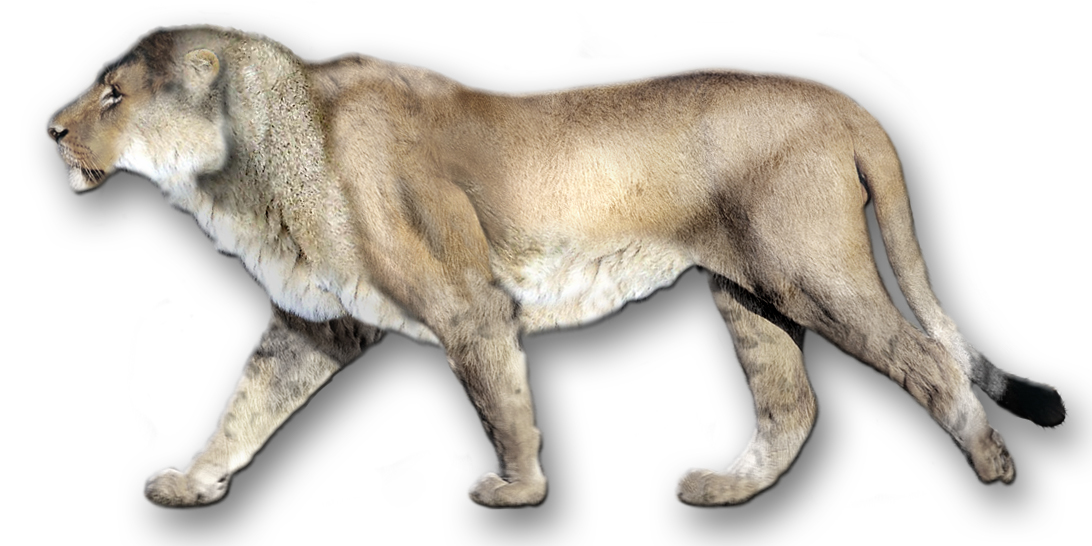
Panthera leo atrox
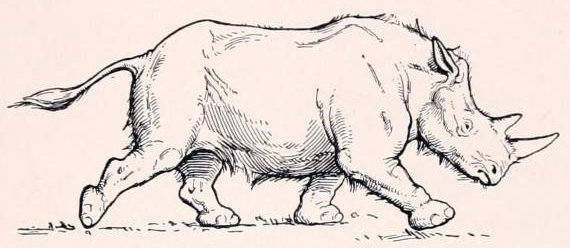
Stephanorhinus
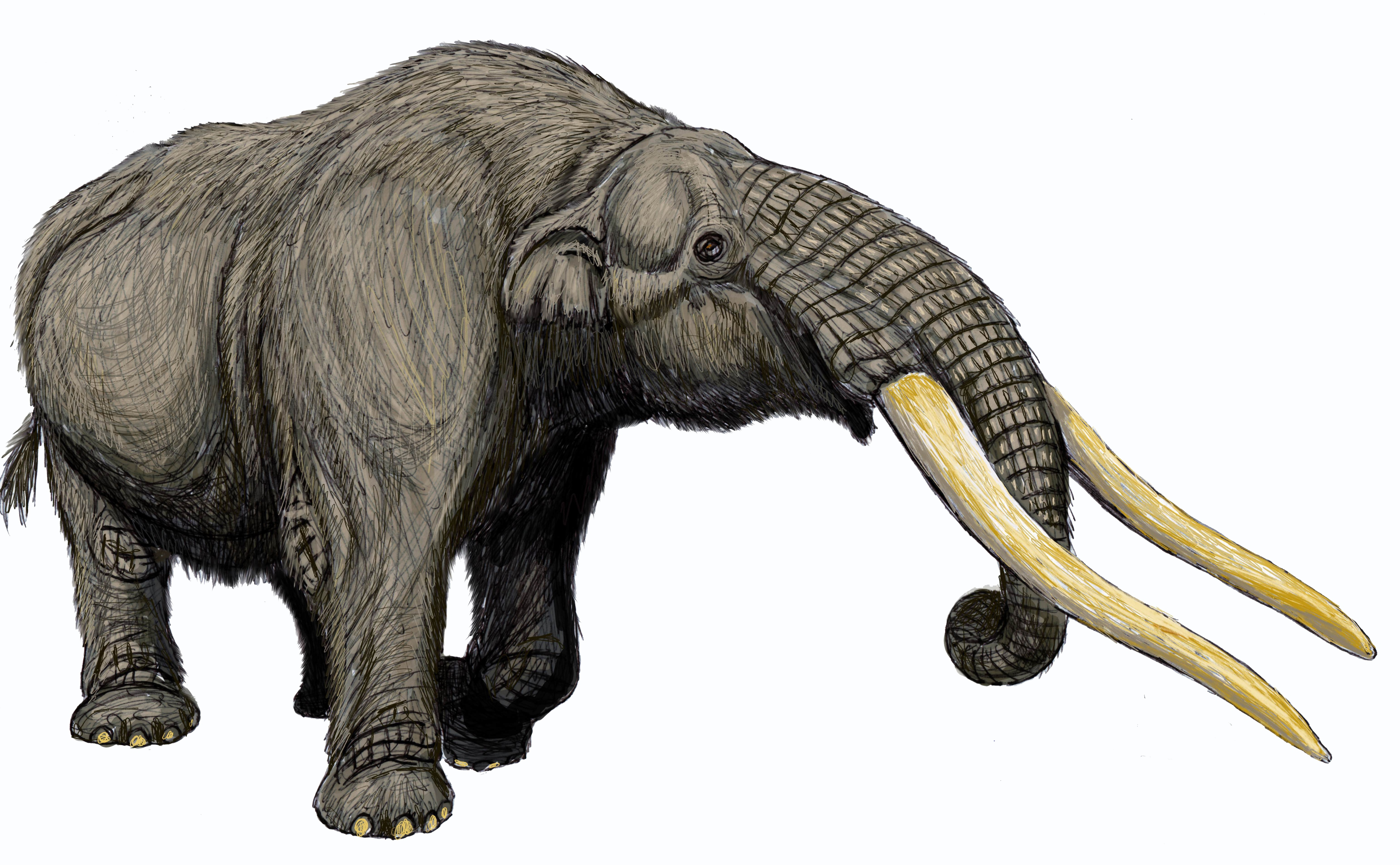
Cuvieronius

## L'uomo durante il Pleistocene
L'evidenza scientifica indica che gli uomini evolsero nella loro forma attuale durante il Pleistocene. All'inizio del Pleistocene le specie di Paranthropus sono ancora presenti, come pure altri antenati dell'uomo, ma durante il Paleolitico inferiore essi sparirono, e la sola specie ominide trovata nei reperti fossili è l'Homo erectus per la maggior parte del Pleistocene. Questa specie migrò attraverso buona parte del Vecchio Mondo, facendo aumentare le diversità nella specie umana. Il medio e tardo Paleolitico videro l'apparire di nuovi tipi di uomini, come pure lo sviluppo di strumenti più elaborati di quelli trovati nei periodi precedenti. Secondo le tecniche mitocondriali per il calcolo del tempo, gli uomini moderni migrarono dall'Africa dopo la glaciazione Riss del Paleolitico medio durante lo Stadio Eemiano, espandendosi su tutte le terre del mondo libere dal ghiaccio durante il Pleistocene superiore.
Mentre la definitiva teoria sull'“Origine Africana” dell'evoluzione ominide non viene posta in dubbio, alcuni ricercatori hanno supposto che l'ultima grande espansione non avesse eliminato le popolazioni preesistenti di ominidi tanto da essere assimilati a contatto con l'Homo sapiens. Mentre questo supporrebbe che le modificazioni nell'uomo moderno possano essere state estese e basate regionalmente, la teoria resta controversa e generalmente ha perso terreno nel corso dei secoli.

## Depositi
I depositi continentali nel Pleistocene vengono trovati principalmente nei fondi lacustri, sedimenti di loess e caverne così come nella grande quantità di materiali spostati dai ghiacciai. I depositi marini del Pleistocene si trovano principalmente in aree poste a poche decine di chilometri delle attuali linee costiere. In alcune aree geologicamente attive come la costa della California meridionale, i depositi marini del Pleistocene possono essere trovati ad altitudini di molte centinaia di metri.

## Schemi
|  |